# Takahiro Takagi
Takahiro Takagi (født 1. juli 1982) er en japansk tidligere professionel fodboldspiller.
Han har spillet for flere forskellige klubber i sin karriere, herunder JEF United Ichihara, Thespa Kusatsu, Omiya Ardija, Consadole Sapporo, Albirex Niigata, FC Gifu og SC Sagamihara.